# Interferencia destructiva

Sucesión (de arriba hacia abajo) de una Interferencia destructiva. Las flechas representan la dirección de las crestas y valles, mientras los puntos representan el nodo que se produce.

Sucesión (de arriba hacia abajo) de una Interferencia destructiva con dos ondas de distinta amplitud.

- En las telecomunicaciones y áreas afines, la interferencia es cualquier proceso que altera, modifica o destruye una señal durante su trayecto en el canal existente entre el emisor y el receptor.
- Cuando en mecánica ondulatoria se habla de interferencia destructiva o degenerativa se hace referencia a una superposición de dos o más ondas de frecuencia idéntica o similar que, al interferirse crean un nuevo patrón de ondas de menor intensidad (amplitud) en un punto llamado nodo. Tras dicho punto, las ondas siguen siendo como eran antes de interferirse, aunque esta vez alejándose del nodo. En el caso más extremo, dos ondas de igual frecuencia y amplitud en contrafase (desfasadas 180°), que se interfieren, se anulan totalmente por un instante (como se ilustra en el primer gráfico de la derecha). De igual manera, vuelven a ser las mismas después de traspasar el nodo, aunque esta vez alejándose del mismo.